# Band of Horses
Band of Horses (попередньо відомі як Horses) — американський інді-рок гурт сформований в 2004 році Беном Брідвелом. Наразі гурт складається з Бена Брідвела, Раяна Монро, Тайлера Ремзі, Білла Рейнолда та Крейтона Баррета.

## Дискографія

### Студійні Альбоми
- Everything All the Time (21 березня, 2006)
- Cease to Begin (9 жовтня, 2007)
- Infinite Arms (18 травня, 2010)
- Mirage Rock (18 вересня, 2012)
- Why Are You OK (10 червня, 2016)
- Things Are Great (2022)

### Міні-альбоми
- Band of Horses - EP (2005)

### Сингли
- The Funeral (травень 2006)
- The Great Salt Lake (серпень 2006)
- Is There a Ghost (28 травня, 2007)
- No One's Gonna Love You (25 лютого, 2008)
- Compliments (травень 2010)
- Laredo (2010)
- Factory (2010)
- Georgia (2010)
- Dilly (2011)
- Knock Knock (2012)
- Slow Cruel Hands of Time (2012)
- Feud (2012)
- Hang an Ornament (спільно з Grandaddy; 2014)
- Casual Party (2016)